# Nucli Antic de Pamplona

Ubicació del nucli antic de Pamplona

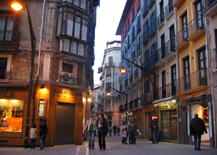
Carrer Calceteros, pròxima a l'Ajuntament.

El nucli antic de Pamplona (Casco Viejo, en castellà, o Alde Zaharra, en basc) és el barri històric de la ciutat de Pamplona, capital de la Comunitat Foral de Navarra. Està situat en el cor de la ciutat en la porció més alta de l'altiplà i en ell es troben els principals monuments de la ciutat. La seva població és d'11.792 persones (cens de 2008).
No es tracta d'un barri monumental, el seu traçat és medieval, amb carrers estrets, pomes irregulars, gran densitat, edificis estrets i profunds amb buits verticals, balconades, miradors, ràfecs de fusta, etc. Fins a 1890 era tota l'extensió de la ciutat (amb excepció de l'Arrotxapea) pel que concentra la major part dels monuments de la ciutat.
S'aprecien els tres burgs que van donar origen a la ciutat unificada en 1423 mitjançant el Privilegi de la Unió. El de La Navarrería arribava fins als actuals carrers Txapitela i Mañueta; el de San Cernin amb límit dels carrers Santo Domingo i Nova; i el de San Nicolás. Quan es va produir aquesta unió es va edificar l'Ajuntament i les escasses places del barri, com la del Castillo en terra de ningú. Unes altres, més petites, queden a l'interior o es van crear a partir de l'enderrocament d'edificacions. Es conserven pràcticament íntegres les muralles del segle xvi del nord i oest (efectuades després de la conquesta de Navarra).

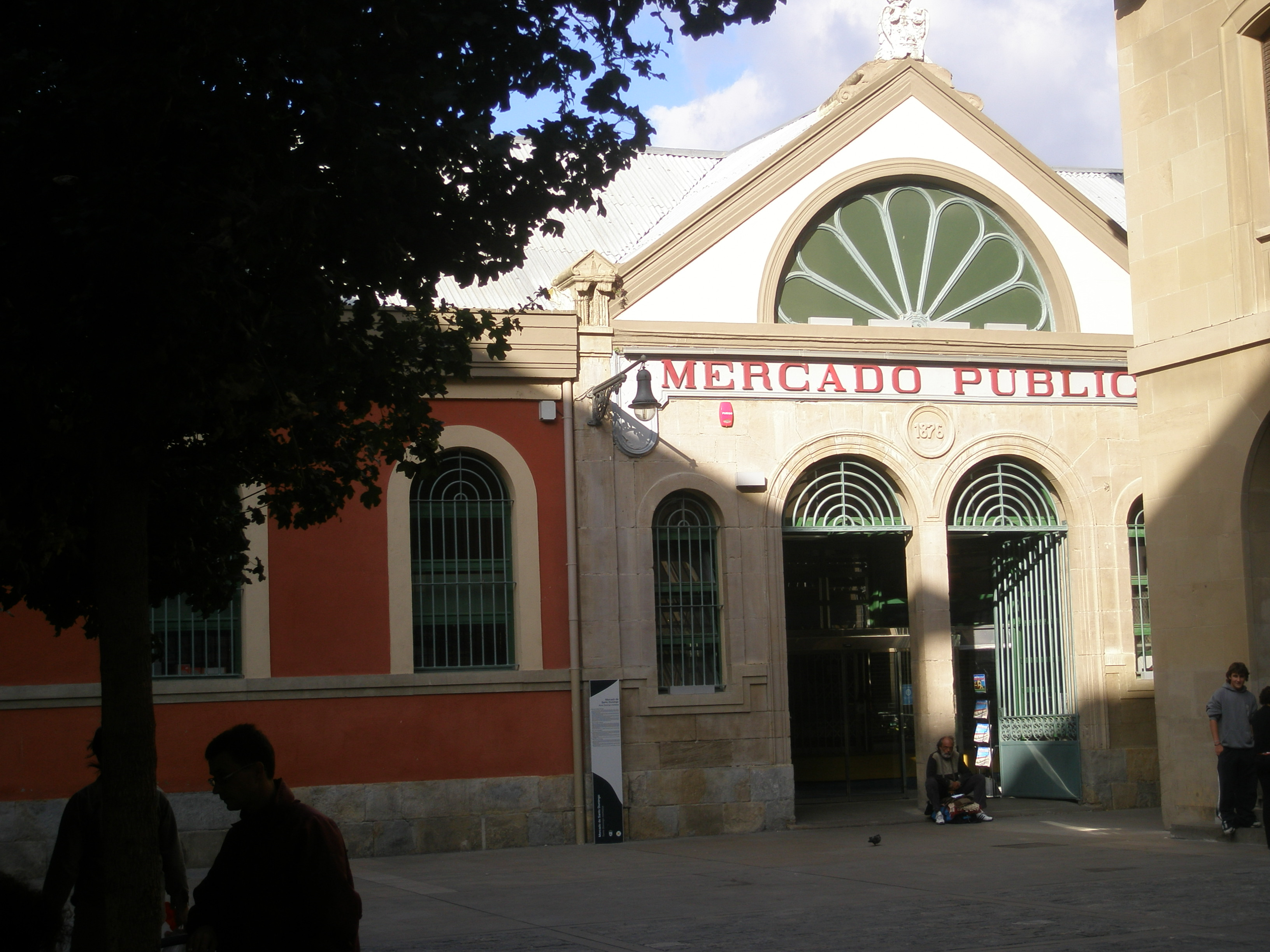
Mercat Municipal, de 1876.

Actualment aquest barri pateix greus problemes amb relació a l'envelliment de la població, a la deterioració i falta de condicions dels habitatges, concentració de marginalitat social, tràfic rodat per carrers estrets... que s'intenten corregir amb diverses actuacions. Roman una important zona comercial i de lleure de la ciutat, que atreu molta gent pel dinamisme i posició a la ciutat, i on hi ha mantes tendes de tota classe (basars, bars de copes i de pintxos, restaurants, etc.). El cor del barri és la Plaça del Castillo, a la connexió del nucli antic amb el Segon Eixample. És la plaça principal de la ciutat on s'horganitzen importants espectacles, concerts, fires, etc.
El nucli antic de Pamplona està totalment renovat per mitjà de plans iniciats fa una dècada. Es pacifiquen els seus carrers i s'hi introdueixen galeries per a instal·lacions en el subsòl,
 amb dotacions com el nou Centre Cívic a l 'antic Palau del Condestable, rehabilitat el 2008; també en aquest any es van inaugurar uns ascensors al carrer Descalços que el connecten directament amb el barri de l'Arrotxapea. Es modernitza la xarxa de villavesas (autobusos urbans) per a millora la connexió amb altres barris de la ciutat.

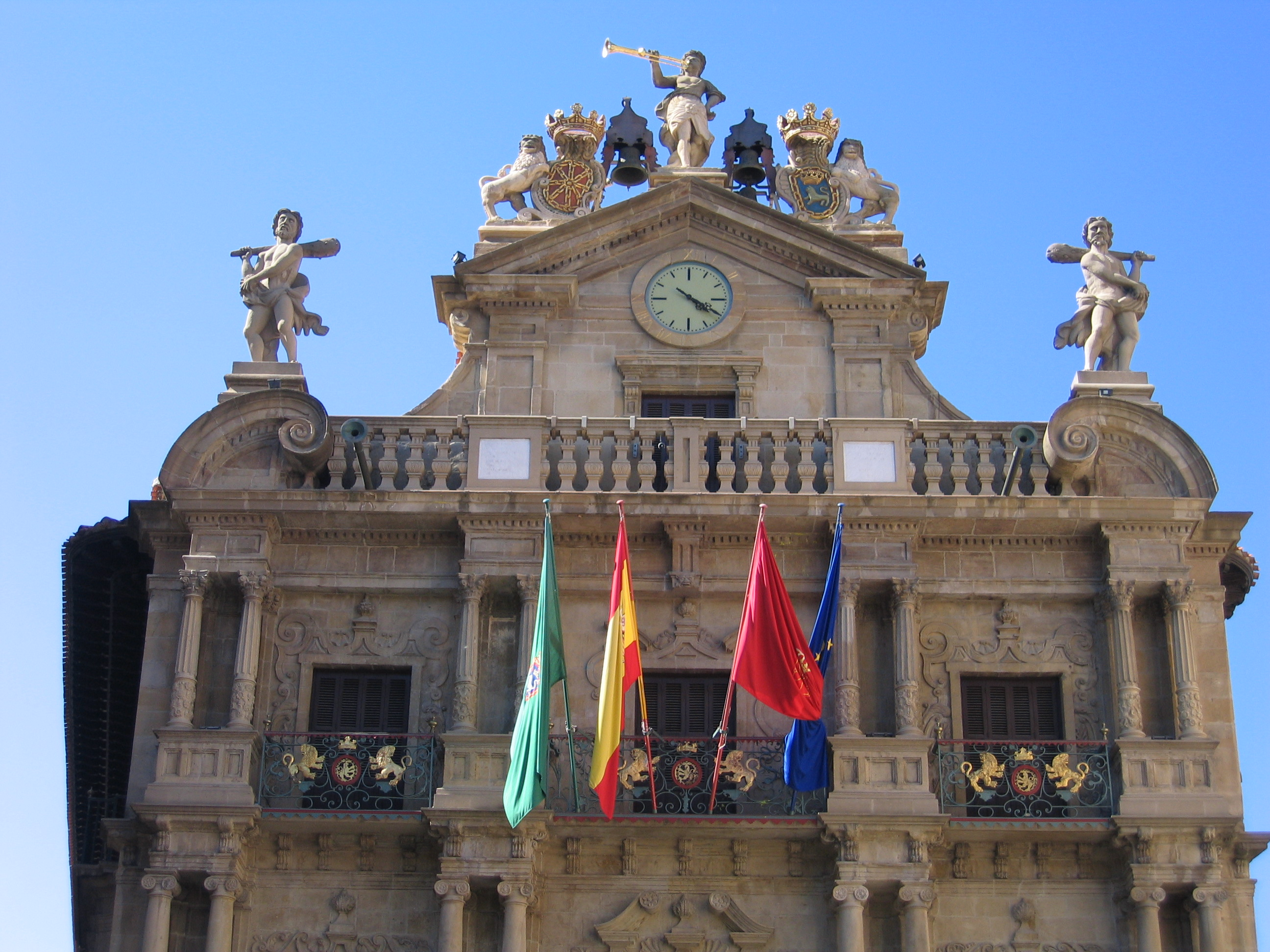
Façana de l'Ajuntament.

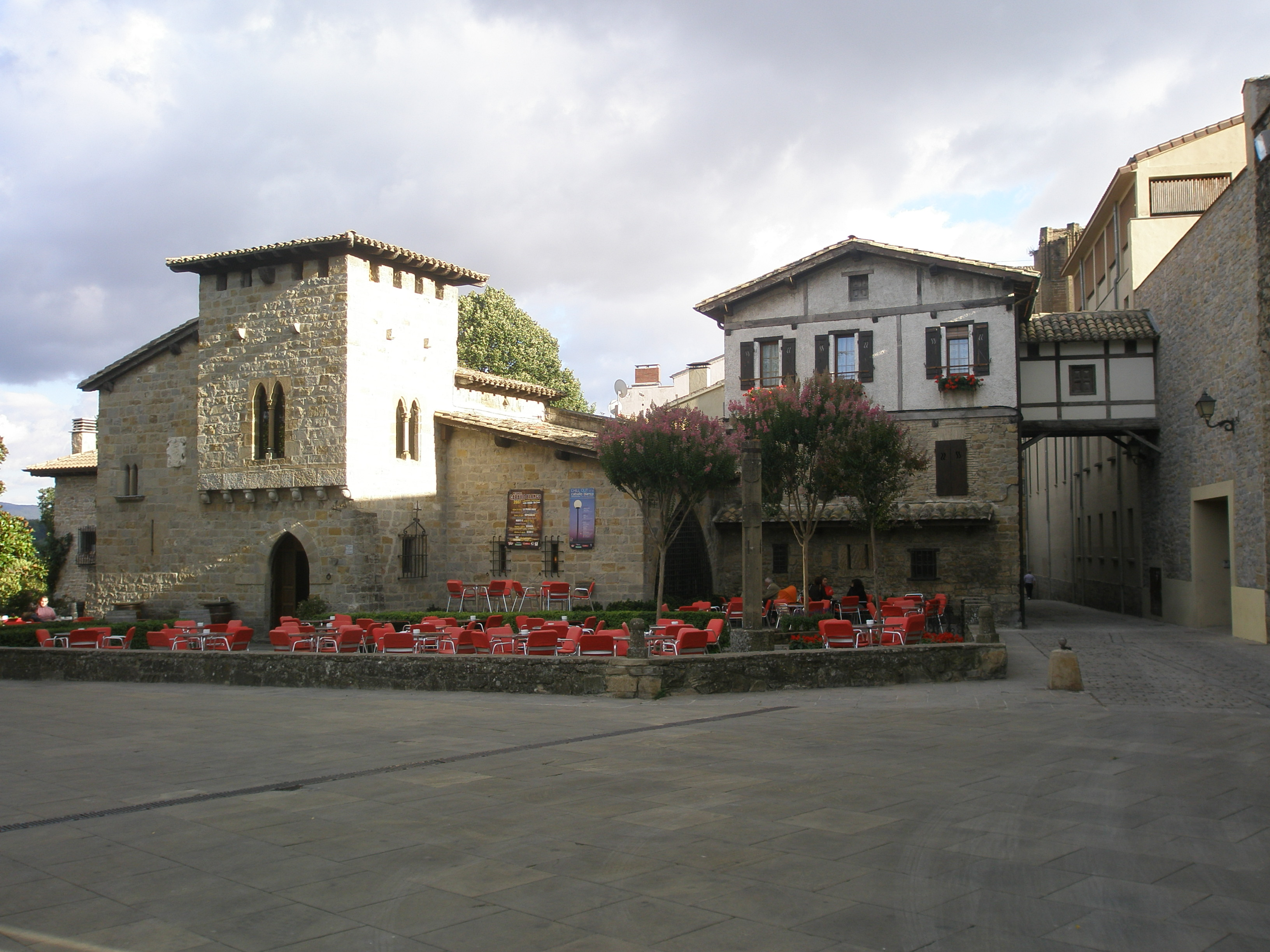
Rincón del Redín, al costat de les muralles. Aquest edifici d'aspecte medieval es va aixecar en la segona meitat del segle XX amb elements d'edificis demolits, com va ser el Palau d'Aguerre, situat al solar de l'actual Hotel Maisonnave.

Els principals monuments situats dins del nucli antic són:
- La Catedral
- Casa Consistorial
- Plaça del Castillo
- Església de San Saturnino
- Càmera de Comptos Reals
- Església de San Nicolás
- Museu de Navarra
- Palau dels Reis de Navarra (actual Arxiu General de Navarra)
- Palau Episcopal

## Situació
El nucli antic de Pamplona al centre de la ciutat, damunt un altiplà sobre el qual s'assenta gran part de la ciutat, dominant la Conca de Pamplona. Està ben comunicat amb els barris de nou desenvolupament, ja que la majoria de les Villavesas que travessen la ciutat tenen parades en el límit del nucli antic (fonamentalment en el Passeig de Sarasate. Actualment s'etudia un acostament d'algunes línies a altres punts del centre històric, a petició dels comerciants.
El nucli antic és una zona per a vianants, i per això tan sols hi circulen vehicles destinats a neteja, transport, cotxes privats que hi tenen un aparcament privat i vehicles de manteniment. A tots els altres vehicles està prohibida l'entrada.

## Història

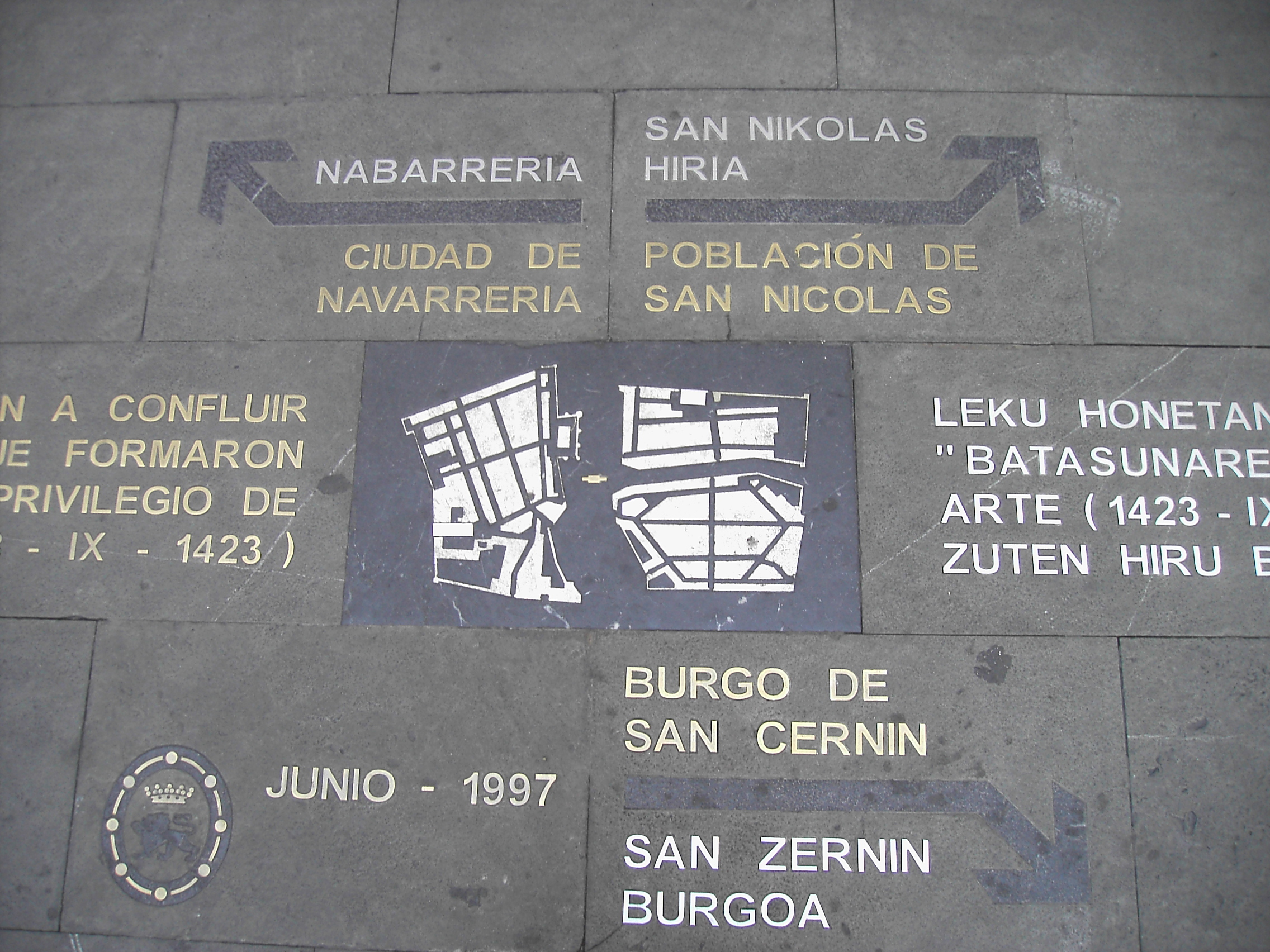
Plaça Consistorial, placa amb referència als Burgs medievals.

L'antiga ciutat es va desenvolupar des de l'època romana a l'espai que avui coneixem com La Navarrería, sota una petita elevació, protegida al nord i al nord-est per l'entorn del riu Arga. Aquest emplaçament estratègic va créixer i en l'alta edat mitjana s'hi van formar al costat dos nous nuclis de població, un compost fonamentalment per immigrants d'Occitània i l'altre amb gents d'altres procedències.
Aquests tres nuclis, la Ciutat de la Navarrería, el Burg de San Cernin i la Població de San Nicolás, són els que després de segles d'enfrontaments van ser unificats durant el regnat de Carles III el Noble, el 1423, per l'anomenat Privilegi de la Unió, en una sola ciutat amb una única administració municipal.

Al centre històric de Pamplona encara es poden percebre les velles divisions d'aquests tres burgs.

Escut del Nucli Antic
Escut del burg de la Nabarreria
Escut del burg de San Zernin
Escut del burg de San Nikolas

## Edificis significatius

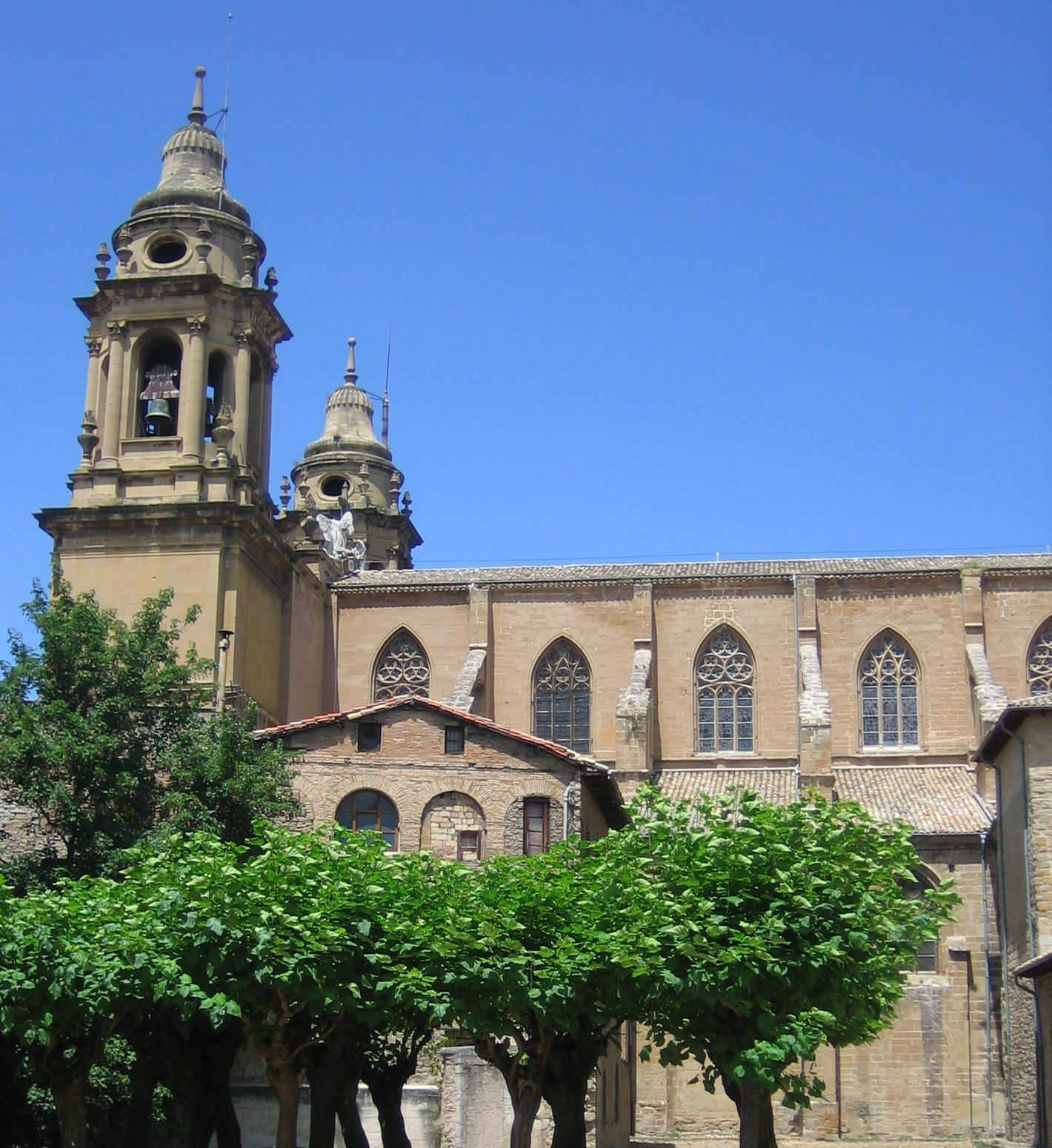
Catedral de Santa María

Pamplona conserva part de les muralles de l'Edat Moderna, així com vestigis de les medievals. Les principals esglésies són les de San Saturnino i San Nicolás, de l'època medieval. La catedral és gòtica, amb una façana neoclàssica realitzada per Ventura Rodríguez. Destaquen també els edificis civils de la «Cambra de Comptos» (segle xiv), l'Ajuntament i el palau Provincial (segle xix).

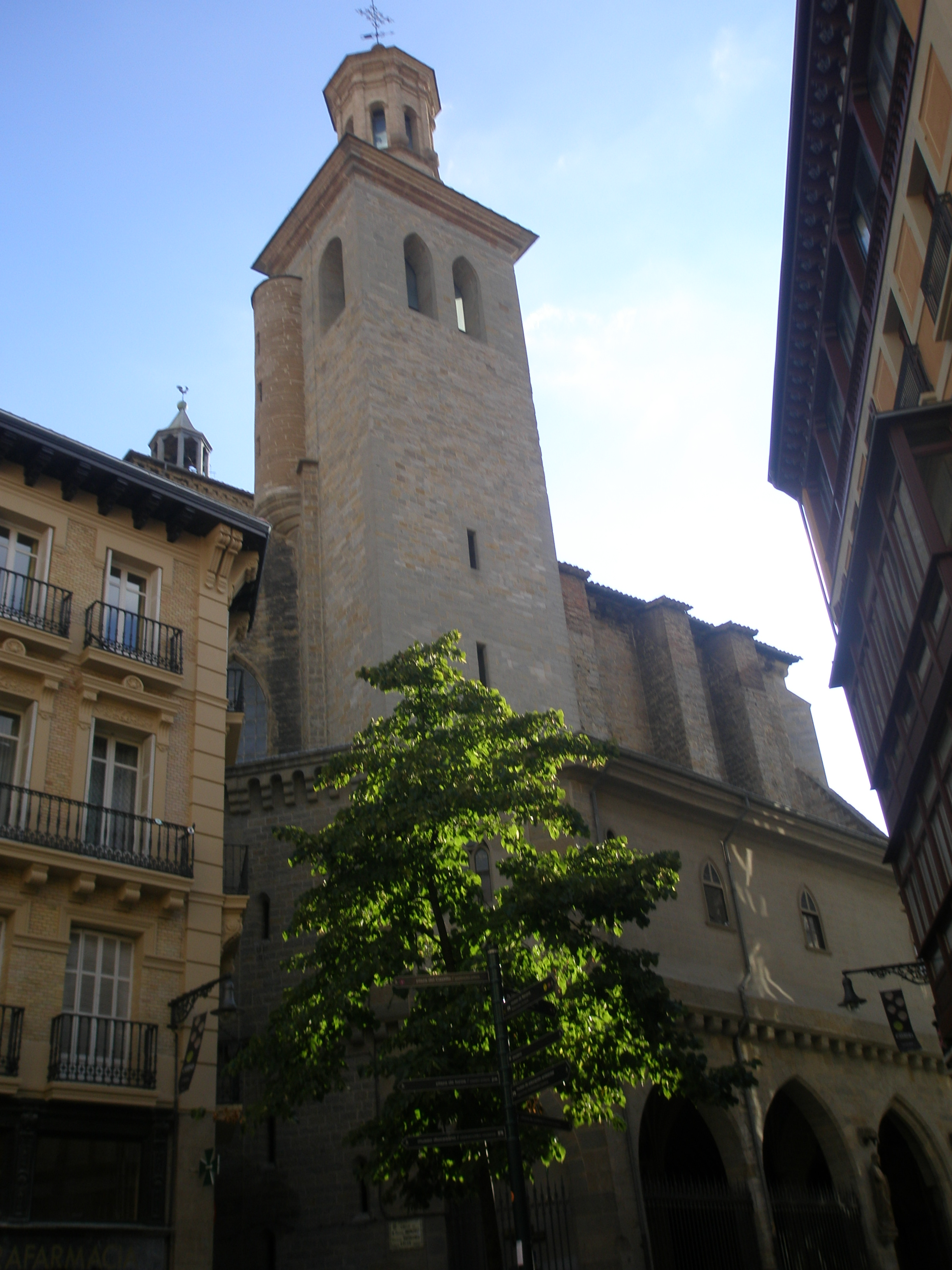
Església de San Saturnino

- Catedral de Santa María és de factura gòtica (1387–1525). Consta de tres naus de sis trams, creuer, i absis poligonal envoltat per girola. La façana és neoclàssica, obra de Ventura Rodríguez (1783). La catedral que van conèixer els primers pelegrins era romànica, però després del desplomi del cor, el rei Carles III el Noble va decidir escometre una remodelació completa de tot l'edifici concorde a l'estil imperant. A l' interior hi ha el magnífic mausoleu donya Leonor de Trastámara i de son espòs, el rei Carles III el Noble, obra de Jean Lomme de Tournai de 1416.

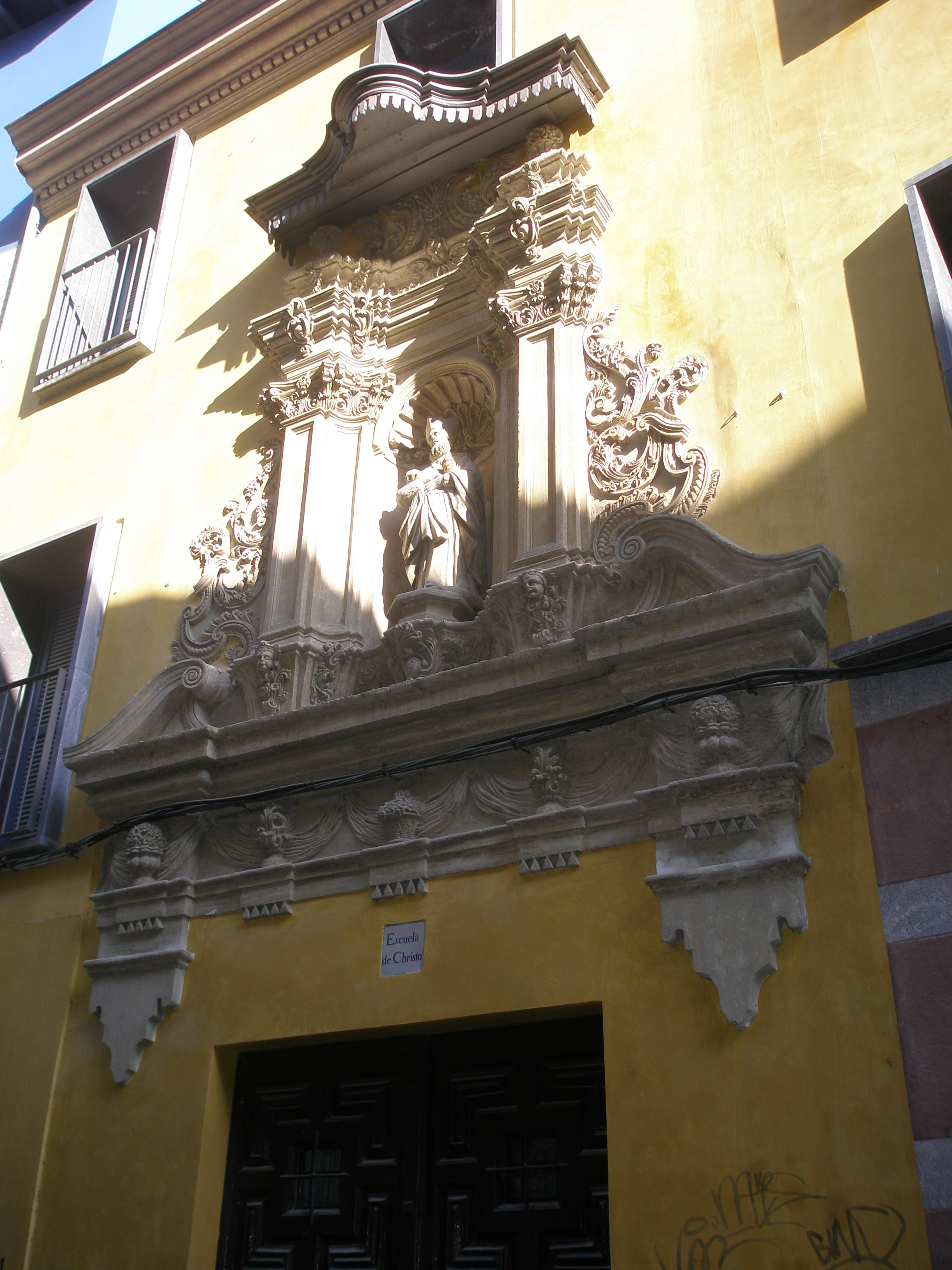
Capella de San Felipe Neri

- Església de San Saturnino (o San Cernin, o San Sernin), evangelitzador de la ciutat. La de major tradició jacobea. segle xiii. Aspecte de fortalesa flanquejada per robustes torres. La portada té un timpà del Judici Final. Talla de Santiago amb un nen pelegrí agenollat als seus peus en el pòrtic de la façana. En el lloc de l'antic claustre d'aquesta església es va construir al segle xviii la Capella de la Verge del Camí. Té una talla de Sant Serenín.

- Capella de Sant Felip Neri: amb una preciosa portada barroca del segle xviii. Darrere de l'església de San Saturnino.
- Casa Consistorial: Conserva la façana barroca del segle xviii. El primer ajuntament va ser construït amb el Privilegi de la Unió, per Carles III el Noble, en terra de ningú, per evitar ser jutjat de parcialitat, i així evitar enfrontaments entre els burgs.

- Església de San Lorenzo: A l'origen va ser gòtica, però ja amb prou feines queden vestigis d'aquesta època, per la reforma neoclàssica. Fins a 1901, encara li quedava la gran torrassa, que vigilava l'horitzó, resta dels intents de defensa medievals, i una esplèndida portada barroca. Però en aquest any tot això es va enderrocar. En una gran capella barroca, hi ha una imatge de Sadurní de Tolosa, que es porta en la processó.
- Església de San Nicolás: Aspecte de fortalesa gòtica, amb rosassa romànica i torre del segle xiv. Ha sofert múltiples transformacions i ampliacions al llarg dels segles, amb un resultat una miqueta atípic.
- Cambra de Comptos Reials (Tribunal de Comptes): al carrer d'Ansoleaga. És una caseta gòtica del segle xiv.

- Plaça del Castillo: És considerat com la «cambra d'estar» dels pamplonesos. El primer castell va ser manat construir al centre de la plaça pel rei Luis Hutín, entre 1308 i 1311. Quan es van reconstruir les muralles per envoltar tota la ciutat, aquest castell quedava massa dins de la ciutat, i Ferran el Catòlic va manar aixecar el 1513, amb les pedres del Vell castell, desaparegut cap a 1540. Finalment, cap a 1590, amb la Ciutadella ja en construcció avançada, es va enderrocar aquest últim castell.

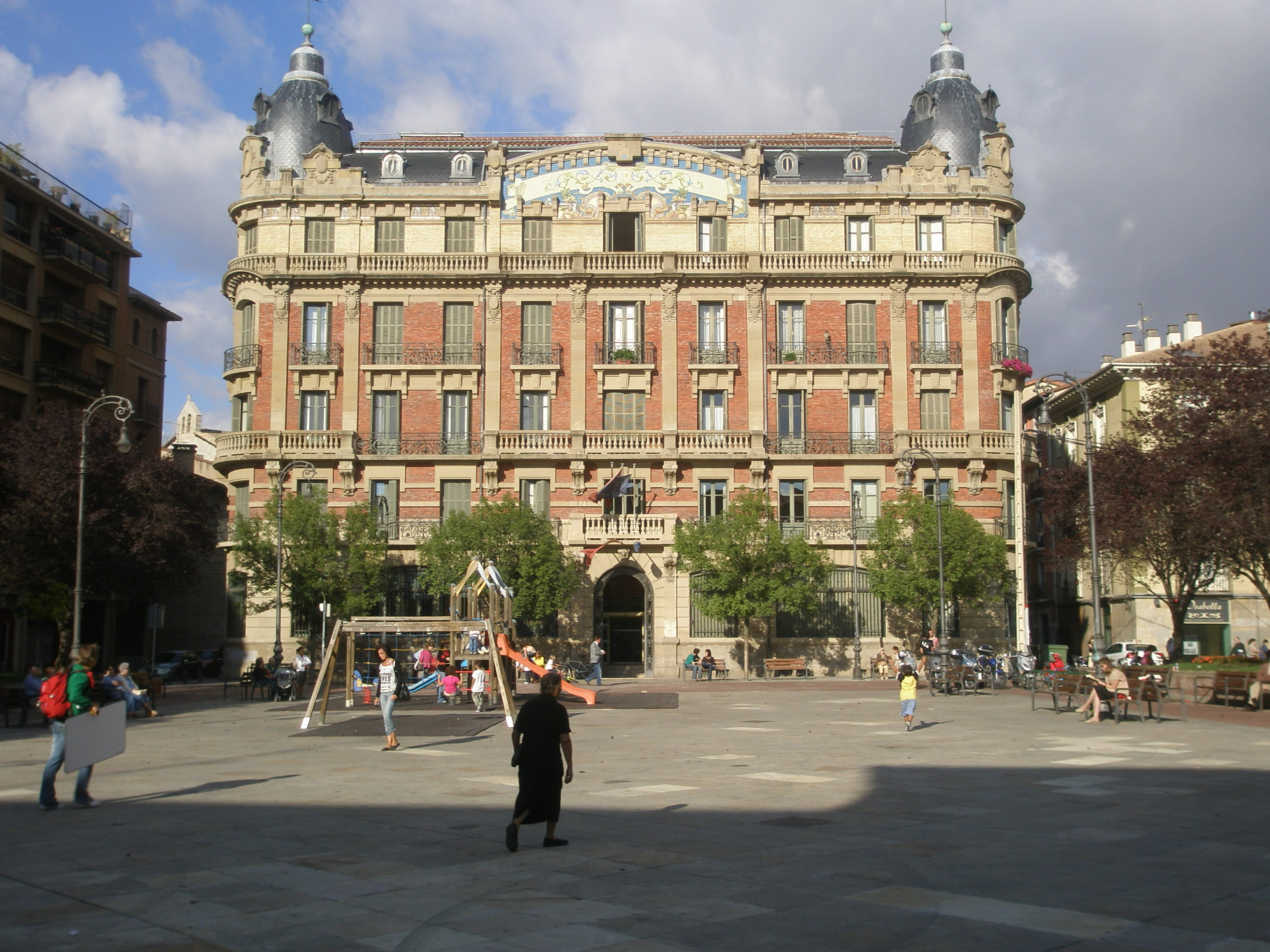
Edifici de La Agrícola, actual Biblioteca Municipal

- Plaça de San Francisco: Als solars que van deixar després de l'enderrocament de l'antiga audiència i presó es va crear la plaça de San Francisco i dos edificis que la presideixen, l'Edifici La Agrícola i les Escoles de San Francisco. Davant del col·legi, hi ha una estàtua de Sant Francesc d'Assís de l'escultor Argaya.

- Edifici La Agrícola: realitzat per a la banca i assegurances L'Agrícola segons un disseny de Francisco de Urcola de 1910 i es va finalitzar el 1913. Anys després va ser Gran Hotel de luxe, tancat el 1934, i durant un període, entre 1914 i 1924, Govern Civil amb entrada pel carrer nou, i des de 1972  una part és dedicada a la Biblioteca Municipal. És un edifici de proporcions inusuals en l'arquitectura civil del nucli antic de Pamplona. Té gran riquesa i varietat d'elements, amb singularitat de les cantonades arrodonides, coronades amb cúpules i el mosaic colorista de dibuix vegetal al frontó central. Un exemple d'arquitectura eclèctica amb alguns matisos modernistes.

- Escoles de San Francisco: En aquest solar hi havia el convent de franciscans fins a la desamortització del segle xix. Va ser enderrocat el 1849. L'edifici actual de l'escola es va construir en 1902 per l'arquitecte Julián Arteaga. L'edifici és de grans dimensions de només tres plantes. El cos central és de pedra i està avançat a la resta, que és de maó vermell.

- Palau d'Ezpeleta: Palau barroc (segle xviii) de façana molt espectacular al carrer Major. En una de les balconades encara s'aprecia la bala que durant la tercera guerra carlina (1875) va ser disparada des de San Cristóbal. La part posterior té una magnífica galeria d'arcs.

- Palau del Condestable: Única mostra d'arquitectura del Renaixement a Pamplona, alsl carrers Mayor i Jarauta. Va ser palau episcopal fins a la construcció de l'actual el 1736. També va ser seu de l'Ajuntament mentre es construïa l'actual barroc de 1752 a 1760. Recentment[Quan?] ha estat restaurat i és el centre cultural del centre històric.[cal citació]